# Brandstwiete 42

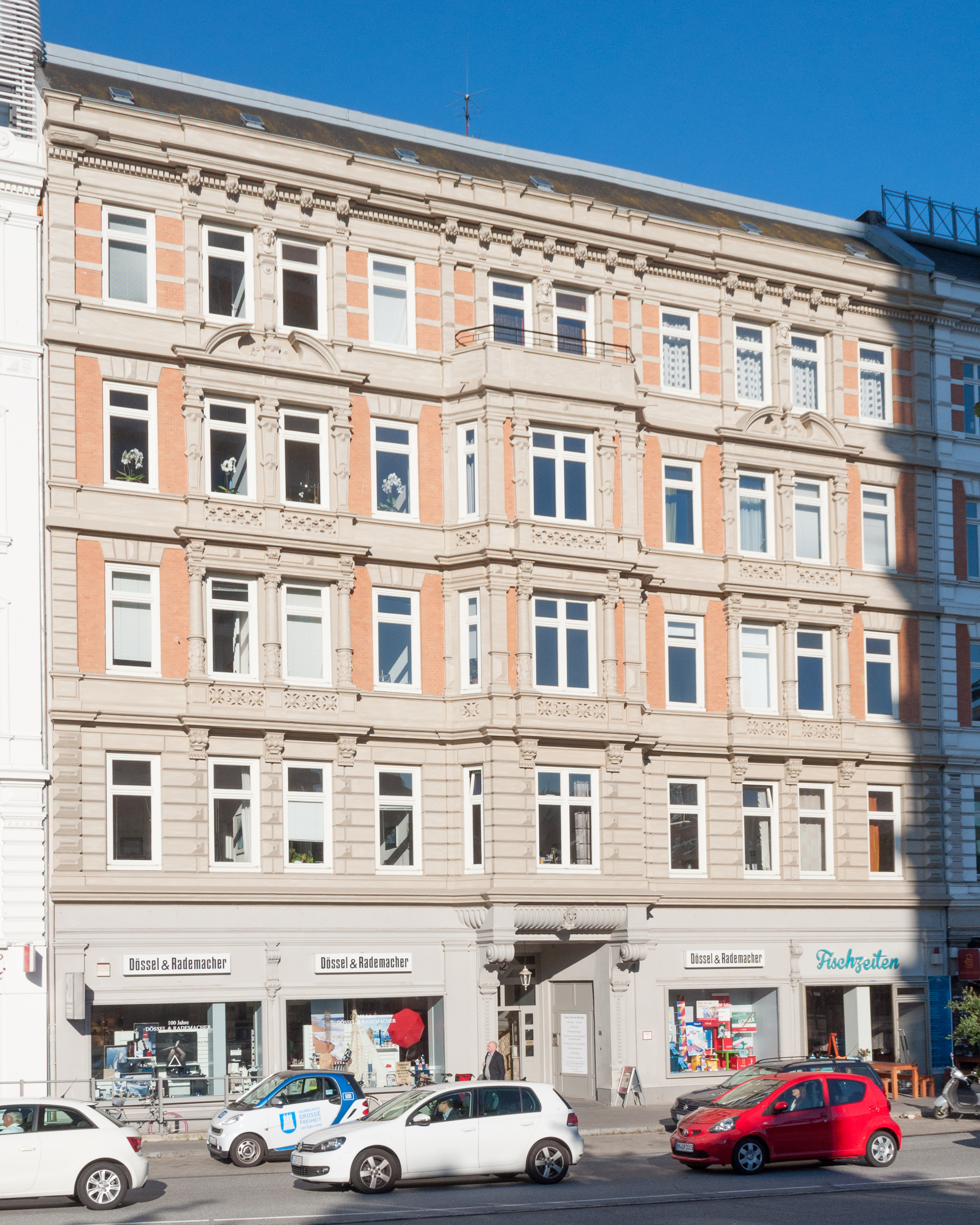
Wohnhaus Brandstwiete 42

Das neunachsige Gebäude Brandstwiete 42 ist ein unter Denkmalschutz stehendes Wohn- und Geschäftshaus in der Brandstwiete im Hamburger Stadtteil Altstadt.
Das um 1878 im Stil des Historismus errichtete Bauwerk ist Teil eines Bauensembles und wird in der Hamburger Denkmalliste mit dem Eintrag ID11787 geführt.
In dem Gebäude, das durch einen in der vierten Etage befindlichen Balkon im Mittelrisalit dominiert wird, befindet sich unter anderem das 1913 gegründete Schreibwarenunternehmen Dössel & Rademacher, das seit 1939 dort seinen Hauptsitz hat.